# Distrito de Coayllo
El distrito de Coayllo es uno de los dieciséis que conforman la provincia de Cañete, ubicada en el departamento de Lima, en la circunscripción del Gobierno Regional de Lima-Provincias, en el Perú. Su capital es Coayllo.
Dentro de la división eclesiástica de la Iglesia Católica del Perú, pertenece a la Prelatura de Yauyos

## Historia
Coayllo es uno de los pueblos más antiguos de Cañete. Esta localidad era famosa por ser tierra de sacerdotes y curanderos, fama que en la actualidad se ha perdido.
Su templo es toda una reliquia, pues fue levantado entre 1556 y 1571, por los padres dominicos.
Fue creado en los primeros años de la República con la presencia del Libertador José de San Martín en la República Peruana, con la división a partir de entonces en departamentos, provincias y distritos. Se inicia a la vida republicana como uno de los ocho distritos de la Provincia de Cañete que incluía además Chilca, Mala, San Vicente, Pacarán, Chincha Alta, Chincha Baja y Lunahuaná.

## Geografía
Abarca una superficie de 590,99 km² y se encuentra a la altura del km 101 de la Panamericana sur, tiene una altitud de 225 m s. n. m. y cuenta con tres anexos principales: San Juan de Quisque, Santa Rosa de Cata y Uquira. Posee un clima cálido todo el año.

## Turismo
Coayllo, llamada "Tierra de los nísperos" o "Tierra de brujos", es una zona eminentemente turística. En ella se pueden apreciar su antigua iglesia que data de 1594 y fue restaurado en 1914 (aunque dañada seriamente por el terremoto de 2007) y las sitio arqueológico de Uquira, con sus palacios, plazas ceremoniales y una necrópolis ubicadas a 3 km del centro del distrito. En ellas se encuentra la representación en piedra de la popular leyenda de "El Cóndor y la Serpiente" la piedra estrella y otras mitos más.
- Sitio arqueológico La Yesera, declarado patrimonio cultural de la nación por INC[3]

- Sitio arqueológico Piedra Estrella, declarado patrimonio cultural de la nación por INC[3]

- Sitio arqueológico Piedra Hueca, declarado patrimonio cultural de la nación por INC[3]

## Autoridades

### Municipales
```
Alcalde actual:Jacqueline Kelly Chávez Bustamante (Movimiento Patria Joven)
```

- 2015 - 2018[4]
  - Alcalde: Jaime José Vega Ortiz, Movimiento Patria Joven.
  - Regidores:

  1. July Pilar Quiroz Belleza (Patria Joven)
  2. Asunción García Reyna (Patria Joven)
  3. Faustino Napan Reyes (Patria Joven)
  4. Pedro Carmen Castro Villalobos (Patria Joven)
  5. Manuel Masías Acuña Ramon (Alianza para el Progreso)
- 2011 - 2014[5]
  - Alcalde: Jaime José Vega Ortiz, Movimiento Patria Joven. (PJ).
  - Regidores: July Pilar Quiroz Belleza (PJ), Edda Ramón de Quiroz (PJ), Faustino Napan Reyes (PJ), Freddy Percy Villalobos Vega (PJ), Eddy Oswaldo Acuña Quiroz (Concertación para el Desarrollo Regional ).
- 2007 - 2010[6]
  - Alcalde: Jaime José Vega Ortiz, Alianza electoral Unidad Nacional.
- 2003 - 2006
  - Alcalde: Jaime José Vega Ortiz, Movimiento independiente Juntos por Cañete.
- 1999 - 2002
  - Alcalde: Héctor Tomás Yactayo Reyna, Movimiento independiente Vamos Vecino.
- 1996 - 1998
  - Alcalde: Héctor Tomás Yactayo Reyna, Lista independiente N.º 13 Nueva Alternativa de Coayllo
- 1993 - 1995
  - Alcalde: Juan Jaime García Acuña, Movimiento independiente de Reconstrucción Cañetano.
- 1990 - 1992
  - Alcalde: Juan Jaime García Acuña, Izquierda Unida.
- 1987 - 1989
  - Alcalde: Vicente Espilco Villalobos, Partido Aprista Peruano.
- 1984 - 1986
  - Alcalde: Elías Villalobos Cosme, Partido Popular Cristiano.
- 1981 - 1983
  - Alcalde: Enrique Villalobos Acuña, Partido Acción Popular.

### Policiales
- Comisaría de San Vicente de Cañete
  - Comisario: Cmdte. PNP Juan Carlos Vargas Sacramento.

### Religiosas
- Prelatura de Yauyos[7]
  - Obispo Prelado: Mons. Ricardo García García.
- Parroquia San Pedro de Coayllo[8]
  - Párroco:

## Educación

### Instituciones educativas
- IE 20935